# Крус, Андре
Андре́ А́лвес да Крус (порт. André Alves da Cruz; 20 сентября 1968, Пирасикаба) — бразильский футболист, выступавший на позиции защитника. Серебряный призёр ОИ-1988 и ЧМ-1998 в составе сборной Бразилии.

## Биография
Андре Крус родился в городе Пирасикаба в 1968 году. Он начинал свой путь в академии клуба «Понте Прета», и дебютировал за него в профессиональном футболе в 1987 году.
В 1990 году он перешёл во «Фламенго», и в том же году стал с командой обладателем Кубка Бразилии.
Летом 1990 года бразилец перешёл в свой первый европейский клуб — льежский «Стандард». В сезоне 1992/1993 он завоевал с клубом кубок страны.

## Достижения
- Серебряный призёр ОИ-1988
- Серебряный призёр ЧМ-1998
- Победитель Панамериканских игр: 1987
- Победитель Кубка Америки: 1989
- Обладатель Кубка Бразилии: 1990
- Чемпион штата Рио-Гранди-ду-Сул: 2003
- Обладатель Кубка Бельгии: 1993
- Чемпион Италии: 1999
- Чемпион Португалии: 2000, 2002
- Обладатель Суперкубка Португалии: 2000
- Обладатель Кубка Португалии: 2002